# Eyralpenus melanocera
Eyralpenus melanocera är en fjärilsart som beskrevs av George Francis Hampson 1916. Eyralpenus melanocera ingår i släktet Eyralpenus och familjen björnspinnare. Inga underarter finns listade i Catalogue of Life.